# ليا ريميني
ليا ريميني (بالإنجليزية: Leah Remini)‏ (و. 1970  م) هي ممثلة تلفزيونية، وممثلة أفلام، وممثلة صوت أمريكية، ولدت في بروكلين.

## وصلات خارجية
- ليا ريميني على موقع IMDb (الإنجليزية)
- ليا ريميني على موقع ميتاكريتيك (الإنجليزية)
- ليا ريميني على موقع روتن توميتوز (الإنجليزية)
- ليا ريميني على موقع قاعدة بيانات الأفلام العربية
- ليا ريميني على موقع ألو سيني (الفرنسية)
- ليا ريميني على موقع ميوزك برينز (الإنجليزية)
- ليا ريميني على موقع تيرنر كلاسيك موفيز (الإنجليزية)
- ليا ريميني على موقع أول موفي (الإنجليزية)
- ليا ريميني على موقع قاعدة بيانات الأفلام السويدية (السويدية)
- ليا ريميني على موقع إن إن دي بي (الإنجليزية)